# Serjania clematidifolia
Serjania clematidifolia är en kinesträdsväxtart som beskrevs av Jacques Cambessèdes. Serjania clematidifolia ingår i släktet Serjania och familjen kinesträdsväxter. Inga underarter finns listade i Catalogue of Life.